# اشباع
در شیمی کلمه اشباع (از کلمه لاتین ساتورار saturare به معنی پر کردن) می‌آید. معانی گوناگون آن مفهوم رسیدن به حداکثر ظرفیت را دارا می‌باشد.

## شیمی آلی

### هیدروکربن‌ها
در شیمی آلی یک ترکیب اشباع شده، هیدروکربنی است که پیوند دوگانه یا سه‌گانه ندارد. برای مثال در سه ترکیب مشابه آلی اتان، اتیلن (یا اتن) و اتین ، اتان یک ترکیب کاملاً اشباع شده‌است که تنها یک پیوند بین اتم‌های هیدروژن و کربن دارد (C2H6). اتیلن، یک ترکیب غیراشباع شده از اتان است که یک پیوند دوتائی (دوگانه) با کربن دارد که دو هیدروژن تک پیوندی خود را از دست داده‌است (C2H4). و درآخر اتین یک ترکیب کاملا غیر اشباع اتان می‌باشد، که یک پیوند سه‌تائی (سه‌گانه) با کربن دارد و دو جفت هیدروژن تک پیوندی هیدروژن را از دست‌داده است (C2H2).

### اسیدهای چرب

اصطلاح اشباع به‌طور مشابه به اسید چرب موجود در چربی‌ها که می‌تواند به صورت اشباع شده یا غیراشباع گفته شود. با توجه به این که آیا عناصر اسیدهای چرب شامل پیوند دوتائی کربن-کربن داشته باشند یا خیر. تالو، اساساً به تری گلیسیرید (چربی‌ها) که عمده اجزای آن مشتق از استرهای اشباع‌شده و اسیدهای تک پیوند غیراشباع اولئیک هستند تأکید می‌کند. بسیاری از روغن‌های گیاهی شامل اسیدهای چرب دارای پیوندهای دوتائی (مونو غیراشباع) یا بیشتر (پلی غیراشباع) می‌باشند.

### شیمی آلی فلزی
در شیمی آلی فلزی یک کمپلکس غیراشباع کمتر از ۱۸ الکترون دارد و از این‌روی حساس به اکسیداتیو افزودهٔ یک لیگاند افزوده‌است. غیراشباع مشخصهٔ کاتالیزور‌های بسیاری است، زیرا معمولاً نیاز به برای فعالیت لایه الکترونی وجوددارد. به خلاف آن یک کمپلکس اشباع نسبت به جانشینی الکترون و واکنش‌های افزوده اکسیداتیو، مقاومت می‌کند.

## شیمی فیزیک

### محلول‌ها
در شیمی فیزیک اشباع نقطه‌ای است که در آن محلول یک ماده می‌تواند آنقدر حل شود که دیگر قادر به حل‌کردن مقادیر بیشتر نباشد و مقادیر افزوده ته‌نشین خواهدشد (اگر ماده جامد است).
نقطهٔ بیشینیه غلظت، نقطهٔ اشباع است که بستگی دارد به دما و فشار محلول و نیز به طبیعت شیمیایی ماده حل‌شونده وابسته است.
کاربرد آن در کریستالیزاسیون می‌باشد که در آن یک ماده شیمیایی خالص بدست‌می‌آید.

### سطوح
در شیمی فیزیک هنگام اشاره به فرایندهای سطحی، اشباع، نشان دهنده درجه‌ای است که در آن، کلیه مکان‌های یک پیوند کاملاً پرشده باشد. برای مثال، اشباع بازی، به معنی کسری از کاتیون‌های غیرقابل مبادله است که کاتیون‌های بازی می‌باشند.

## بیوشیمی

### پروتئین‌ها
در بیوشیمی اصطلاح اشباع اشاره دارد به اینکه چه کسری از کل مکان‌های پیوند در یک زمان معین اشغال‌شده باشد.

## استوکیومتری
در استوکیومتری خاک، نیتروژن اشباع بدان معنی است که یک اکوسیستم مانند خاک دیگر ازت را ذخیره نمی‌کند.